# Sparbanken Gotland
Sparbanken Gotland är en fristående sparbank med verksamhet på Gotland. Banken lyder under sparbankslagen och står genom samarbetsavtal Swedbank nära.
Bankkontoren finns på orterna Roma (huvudkontor) och Stånga.

## Historik
Banken har sin grund i Eskelhems Sparbank och bildades genom att denna bank fusionerade med Fardhem Pastorats Sparbank och Burs Pastorats Sparbank. Fusionen genomfördes 2004 och sitt första verksamhetsår hade banken 2005.
År 2010 genomfördes ytterligare en fusion med dåvarande Sparbanken Gute. Denna bank hade i sin tur bildats 2005 genom en sammanslagning av fyra sparbanker, Garda-Lau Sparbank, Alskog Sparbank, Kräklingbo Sparbank och Dalhems Sparbank. Sparbanken Gotland har alltså sitt ursprung i sju mindre gotländska sparbanker.
Den 28 juli 2019 beslutade styrelsen för Närs sparbank att den skulle gå upp i Sparbanken Gotland. Närs sparbank hade grundats 1878 och var vid upphörandet den minsta sparbanken i Sverige och den sista av Gotlands många sockensparbanker som inte fusionerats. Kontoret i När avvecklas i samband med fusionen.